# 康士坦斯大公會議
康士坦斯大公会议是15世纪天主教会授权并举办的大公会议，于1414年至1418年在今德国的康士坦斯主教区举行。大会接受了教宗额我略十二世的请辞，废黜了两位对立教宗并选举了教宗马丁五世，结束了天主教会大分裂。
该大会还宣布扬·胡斯为异端，并协助地方当局将其处决，导致胡斯战争的爆发。大会还在国家主权、异教徒权利和正义战争等问题上作出裁决，以应对立陶宛大公国、波兰王国和条顿骑士团之间的冲突。该大会的重要性也在其与会议至上和教宗至上的关系里得到了充分体现。

## 起源和背景

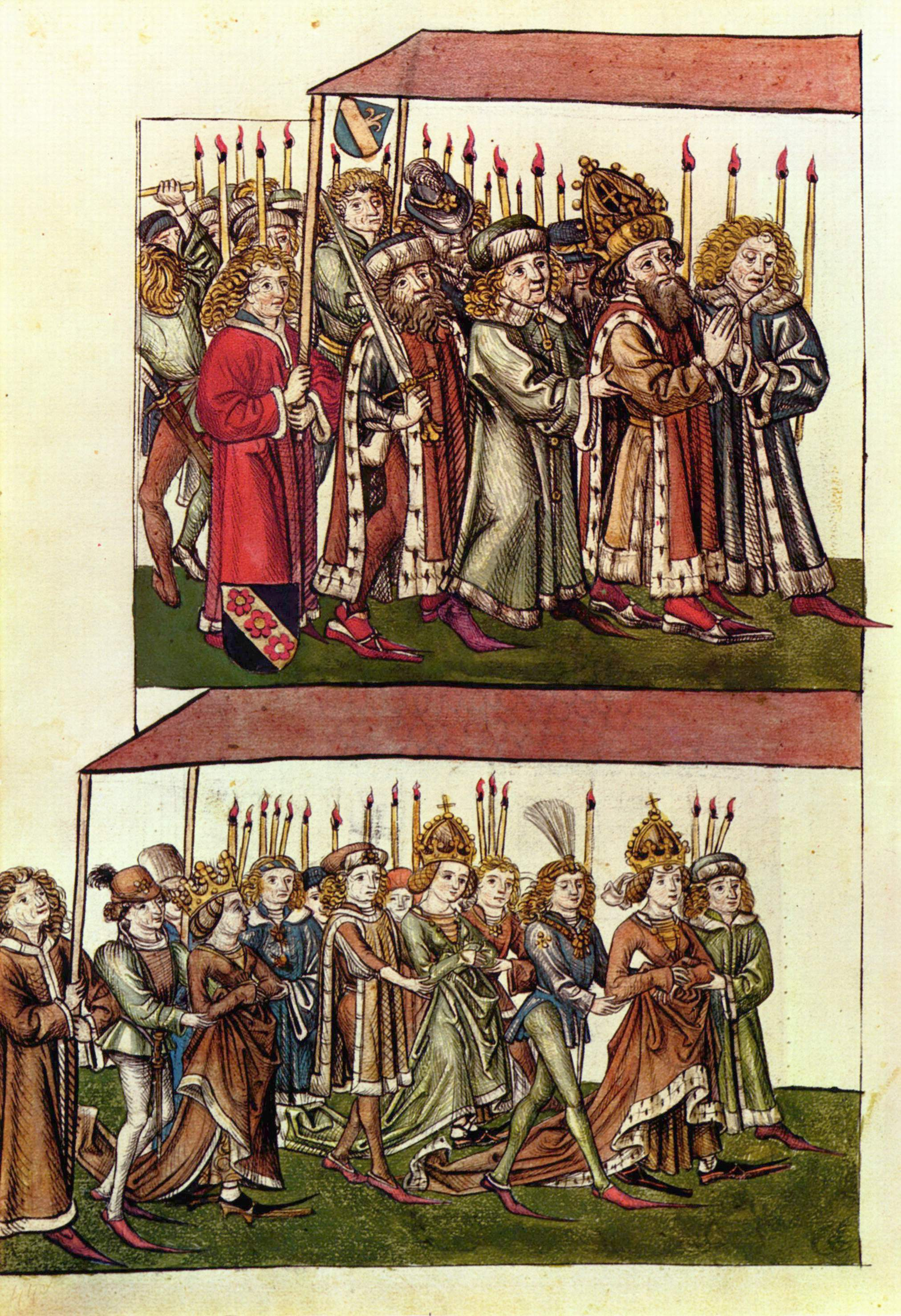
皇帝西吉斯蒙德的第二任妻子采列的芭芭拉和他们的女儿卢森堡的伊丽莎白参加了康士坦斯会议

该大会的主要目的是结束因亚维农教廷造成的混乱而导致的教会分裂。教宗额我略十一世于1377年从亚维农返回罗马，但他在次年就去世。他的继任者乌尔巴诺六世通过有争议的选举而当选教宗，导致一些樞機脱离教廷，并于1378年在亚维农选出了对立教宗克莱孟七世。经过三十年的分裂，对立教廷召集了比萨大会，试图通过同时罢免两位教宗并选举一位新教宗来解决这一局面。大会声称，在这种情况下，主教理事会比一位主教拥有更大的权力，即使他是罗马主教。此次大会选出的對立教宗亚历山大五世和他的继承人對立教宗若望二十三世获得了广泛的支持。但教会的分裂仍在继续，因为现在同时出现了三个教宗：罗马的额我略十二世，亚维农的對立教宗本笃十三世和比萨的對立教宗若望二十三世。
因此，包括罗马和匈牙利国王（以及后来的神圣罗马帝国皇帝）西吉斯蒙德在内的许多欧洲贵族都要求召开另一个会议来解决这个问题。于是新的大会由對立教宗若望二十三世召集，于1414年11月16日至1418年4月22日在德国康斯坦茨举行。根据约瑟夫麦凯布的说法，大约有29位樞機、100位“博学的法律和神学博士”、134位修道院长以及183位主教和大主教出席了这次会议。

## 康斯坦斯
西吉斯蒙德于1414年圣诞节前夕抵达大会现场，并以教会的帝国保护者的身份对议会的进程产生了持续的影响。大会的一项创新是，主教不是以个人身份投票，而是以国家集团投票。各国的投票在很大程度上被英国、德国和法国主教集团所影响。因此这项措施的合法性值得怀疑，但在1415年2月期间它通过了，此后在实践中被接受，尽管从未得到任何大会正式法令的授权。四个“国家”由英国、法国、意大利和德国组成，波兰人、匈牙利人、丹麦人和斯堪的纳维亚人与德国人一起计算。虽然意大利代表占出席人数的一半，但他们的影响力与英国人相当，后者派出了20名代表和3名主教。最初缺席的西班牙代表（来自葡萄牙、卡斯蒂利亚、纳瓦拉和阿拉贡）在第二十一届会议上加入了大会，抵达后即成为第五个国家。

## 法令和教义地位

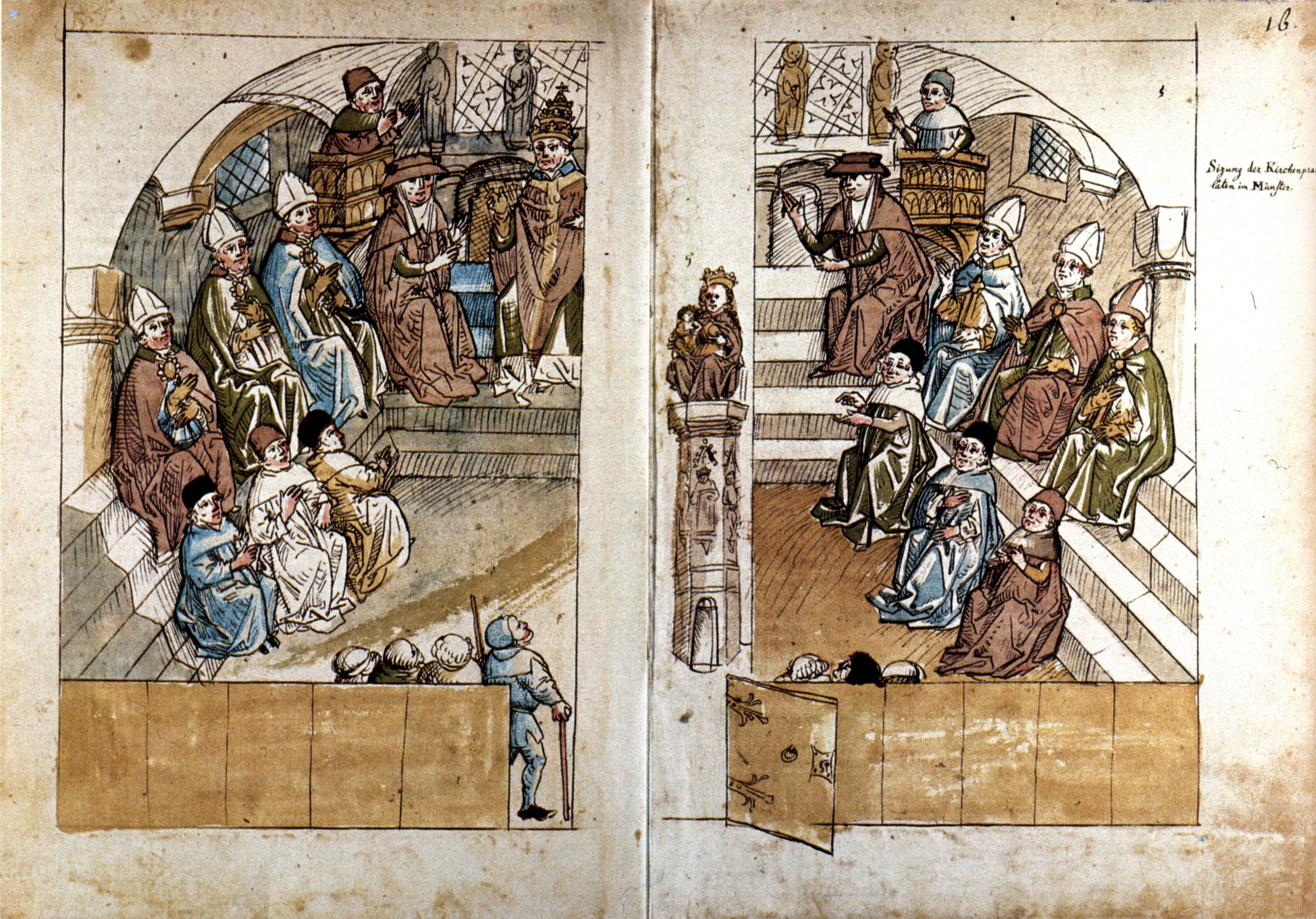
主教们在康士坦斯大会上与教宗辩论

新一届大会的许多成员（包括许多神学、教规和民法博士、主教检察官、大学代表、大教堂分会、教务长等，選帝侯的代表等）强烈支持三位教宗自愿退位，西吉斯蒙德皇帝也是如此。 
尽管大量陪同若望二十三世参加此次大会的意大利主教支持他的合法性，但他对此次大会逐渐失去了信任。1415年3月2日，他承诺自己将辞去教宗之位，部分原因是为了回应意大利匿名消息人士对其个人的猛烈攻击。然而，在3月20日，他秘密逃离了这座城市，并在他的朋友奥地利蒂罗尔公爵弗雷德里克的领地沙夫豪森避难。
随着著名的“Haec Sancta Synodus”法案的颁布，大会的权威得到了确定，因而成为教会会议至上主义的来源。大会在1415年4月6日的第五次会议上正式颁布该法案。
“Haec Sancta Synodus”标志着大会改革运动的高潮。然而，该法令不被天主教教理局视为有效，因为它从未得到教宗额我略十二世或其继任者的批准，而是在之前的一次会议上由大会通过确认。天主教会宣布康士坦斯大会的第一届会议是无效和非法的主教集会，因为该会议是在若望二十三世的组织下进行的。
直到1442年，在佛罗伦斯大公会议的要求下，这次大会的决议才正式公开。

## 结束天主教大分裂
在西吉斯蒙德皇帝的支持下，大会建议三位教宗一起退位，并重新选出另一位。可能是因为西吉斯蒙特经常在场，其他王国的君主向大会要求他们也要对教宗的人选有发言权。
额我略十二世随后派代表前往康士坦斯，他授予大会召集、召开和主持会议的权力；他还向大会提出辞呈，辞任教宗之位。这将为教会分裂的结束铺平道路。
西吉斯蒙德和聚集的主教们接见了使节，国王将会议的主席权交给了若望使节拉古萨的樞機乔瓦尼·多米尼奇和卡洛·马拉泰斯塔王子。1415年7月4日，额我略十二世正式任命多米尼奇和马拉泰斯塔为他的全权代理人。枢机们随后宣读了额我略十二世的法令，该法令召集了大会并授权了其后续行动。于是，主教们投票接受了大会的举办。马拉泰斯塔王子立即通知大会，他得到了教宗额我略十二世的授权，可以代表教宗辞去教宗宝座。他询问大会是否愿意即刻或以后再接受退位，而主教们投票决定立即接受教宗的退位。随即宣读了额我略十二世授权其代理人代表他辞去教廷职务的委托书，马拉泰斯塔以额我略十二世的名义宣布教宗辞去教廷职务，并将辞呈的书面副本交给大会。
前教皇额我略十二世随后被大会任命为波尔图和圣鲁菲纳名义上的樞機，其级别仅次于教宗（这使他成为教会中级别最高的人，因为由于他的退位，罗马主教暂缺）。额我略十二世的枢机主教被议会接受为真正的枢机主教，但议会成员还是决定推迟选举新教宗，因为担心新教宗会限制对教会内部问题的进一步讨论。
当所有对立教宗都被废黜且新一任教宗玛尔定五世被选出，距离额我略十二世的退位已经过去了两年，且前教宗也已经过世。大会非常注意继承的合法性，以确保新的教宗可以顺利即位。1417年11月选出的新教宗玛尔定五世很快被加冕并成为教会首领。

## 对扬·胡斯的谴责

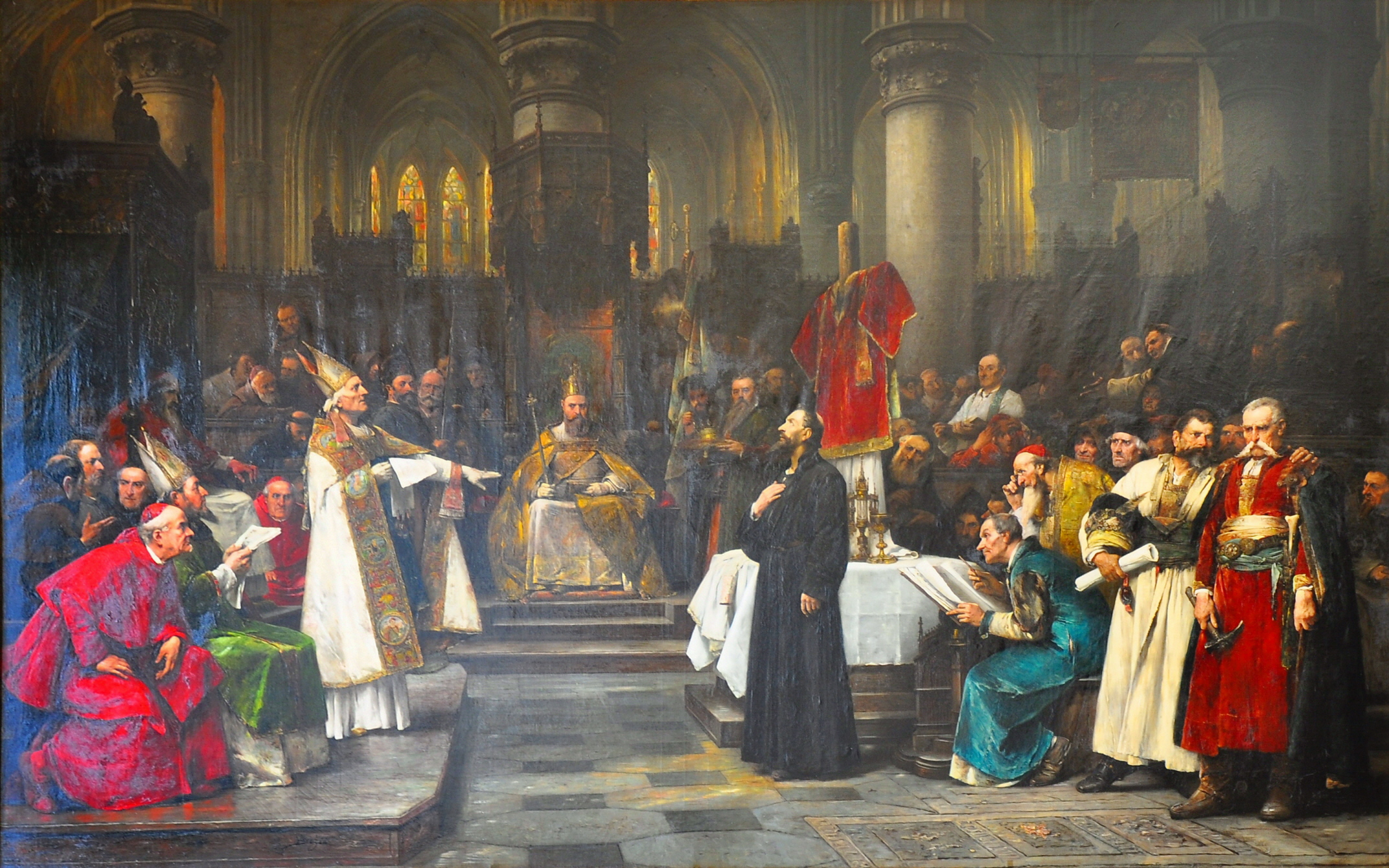
瓦茨拉夫·布罗日克(Václav Brožík) 画的扬·胡斯在康士坦斯大会接受教会谴责

大会的第二个目标是继续在比萨理事会（1409年）开始的改革。改革主要针对约翰·威克里夫（在开幕式上提到并于1415年5月4日在第八届会议上受到教会谴责）和扬·胡斯以及他们的追随者。胡斯根据安全行为书被传唤到康斯坦茨，被大会认定犯有异端罪并移交世俗法庭。“康斯坦茨这个神圣的主教会议，看到天主的教会无能为力，将扬·胡斯交给世俗权威的判决，并下令将他交给世俗法庭。”（康斯坦茨会议记录，1415年7月15日至6日）。世俗法庭判处他火刑。
胡斯的支持者布拉格的杰罗姆来到康士坦斯为前者提供帮助，但杰罗姆同样被教会逮捕、审判、被判犯有异端罪并被移交给同一个世俗法庭，最终与胡斯一样被处以火刑。波吉歐·布拉乔利尼出席了大会，并谈到了对杰罗姆不公平审判的过程。
一些波兰代表在大会上公开为胡斯辩护，但对最终的结果无能为力。

## 波兰-立陶宛-条顿冲突
1411年，第一次托伦和约结束了波兰-立陶宛-条顿战争，其中条顿骑士团与波兰王国和立陶宛大公国作战。然而，和平并不稳定，在划定萨莫吉希亚边界方面，三方出现了进一步的冲突。紧张局势在1414年夏天爆发为短暂的饥饿战争。最终康士坦斯委员会负责调节三方针对领土划分的争议。
波兰-立陶宛的立场由雅盖隆大学校长保卢斯·弗拉基米里(Paulus Vladimiri) 捍卫，他质疑条顿人对立陶宛发起十字军圣战的合法性。他辩称，强迫皈依与自由意志不相容，而自由意志是真正皈依的重要组成部分。因此，如果异教徒侵犯了基督徒的自然权利，骑士团只能发动防御性战争。弗拉基米里进一步规定异教徒拥有必须受到尊重的权利，教皇和神圣罗马帝国皇帝都无权侵犯这些权利。立陶宛人还带来了一群萨莫吉希亚人代表，为骑士团在立陶宛的种种暴行作证。
神学家法尔肯贝格的约翰是波兰人最大的对手。在他的自由主义理论一书中，法尔肯伯格认为“皇帝有权杀死即使是和平的异教徒，仅仅因为他们是异教徒。波兰人为捍卫异教徒而死，比异教徒更应该被消灭；他们应该被剥夺主权，沦为奴隶。”在萨蒂拉一书中，他攻击了波兰立陶宛国王雅盖沃，称其为“疯狗”，不配当国王。法尔肯伯格因这种诽谤而受到谴责和监禁。其他反对者包括彼得·沃姆迪特、圣吉米尼亚诺的多米尼克、约翰·乌尔巴赫、诺瓦拉的阿尔德西诺·德·波尔塔和罗德里戈城主教安德鲁·埃斯科巴。他们争辩说，骑士团在他们的十字军圣战中是完全有道理的，因为传播真正的信仰是基督徒的神圣职责。皮埃尔·德艾利红衣主教发表了一份独立意见，试图在某种程度上平衡波兰人和条顿人的立场。
此次大会没有做出任何政治决定。但还是宣布建立萨莫吉希亚教区，其席位在麦宁凯，隶属于立陶宛教区，并任命特拉凯的马蒂亚斯为第一任主教。新任教宗玛尔定五世任命波兰-立陶宛国王雅盖沃和立陶宛大公维陶塔斯作为普斯科夫和诺夫戈罗德的副主教以表彰他们对天主教忠心。经过又一轮徒劳的谈判，1422年爆发了戈鲁布战争。此次战争以梅尔诺条约结束。波兰-立陶宛-条顿战争后来又持续了一百年。

### 引文
1. ↑  Frenken 2014，第16-21頁.
2. 1 2 3  Shahan 1908.
3. ↑  Stober 2014，第24-31頁.
4. ↑  Shepherd 1837，第81-頁.
5. 1 2 3 4 5 6  Christiansen 1997，第231頁.
6. ↑  Cassar 1997.